# Alexa Wilding

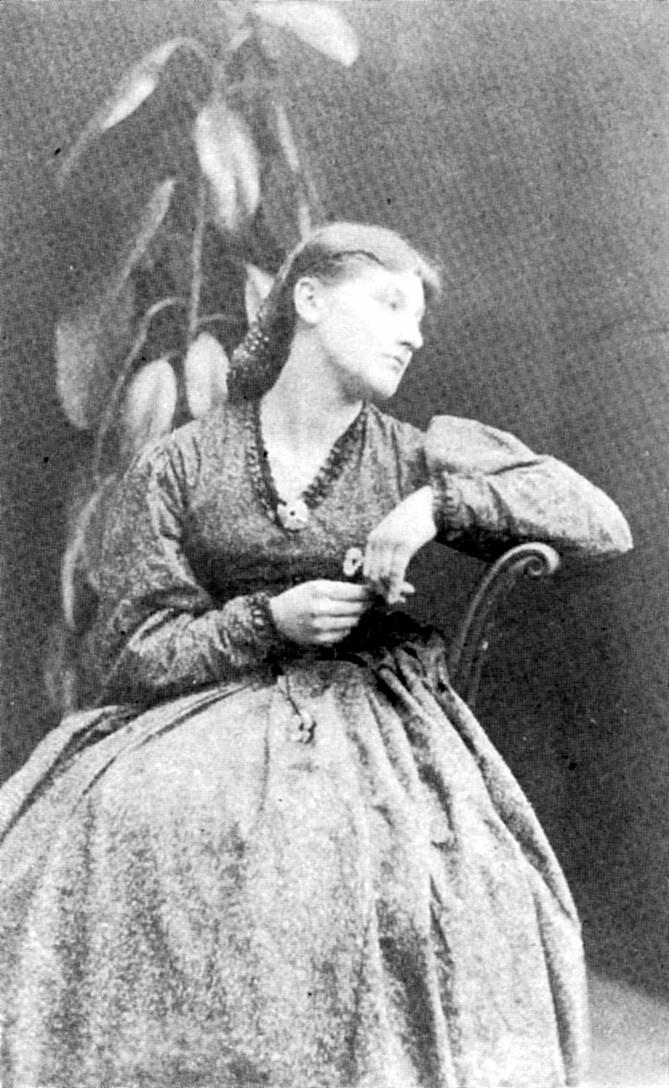
Alexa Wilding, fotografiada en la década de 1860

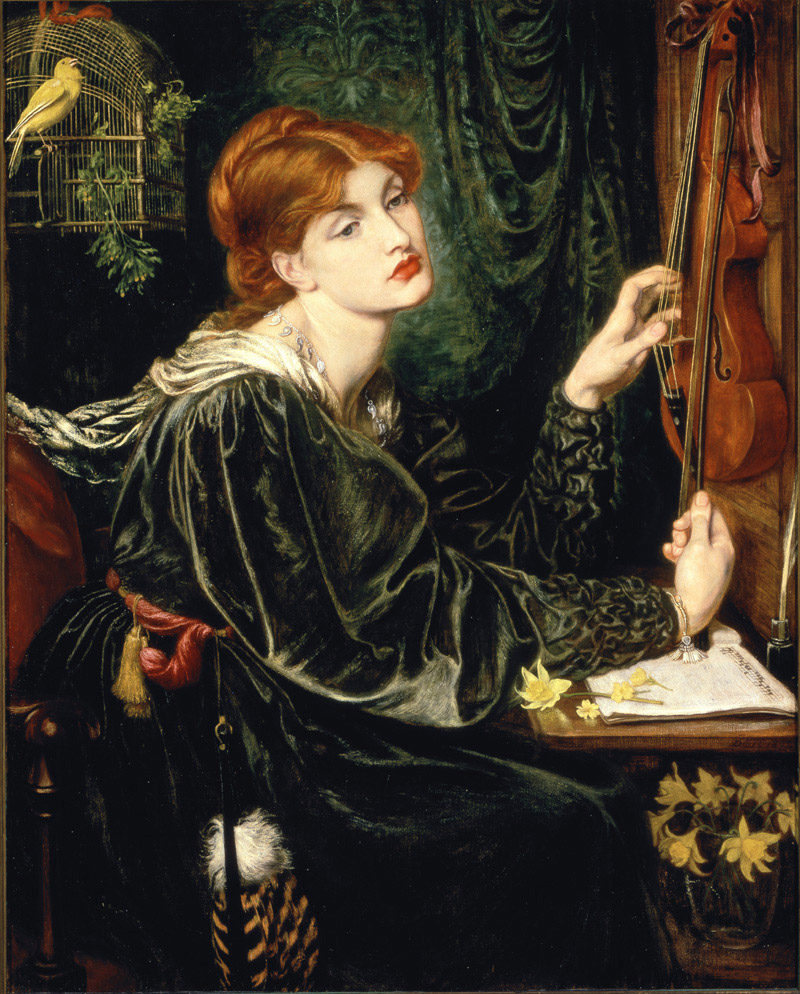
Veronica Veronese (1872)

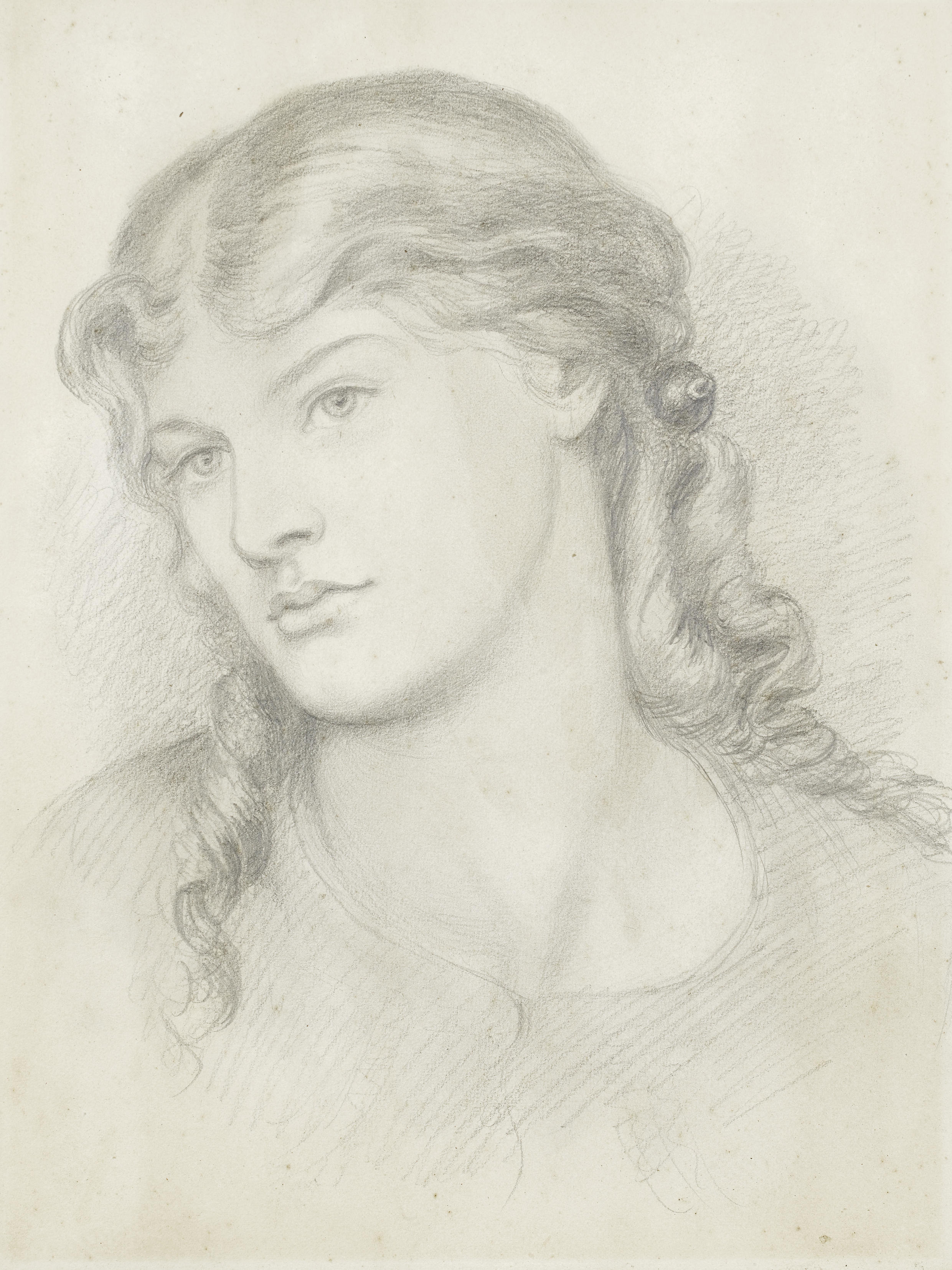
Alexa Wilding, por Dante Gabriel Rossetti, 1865

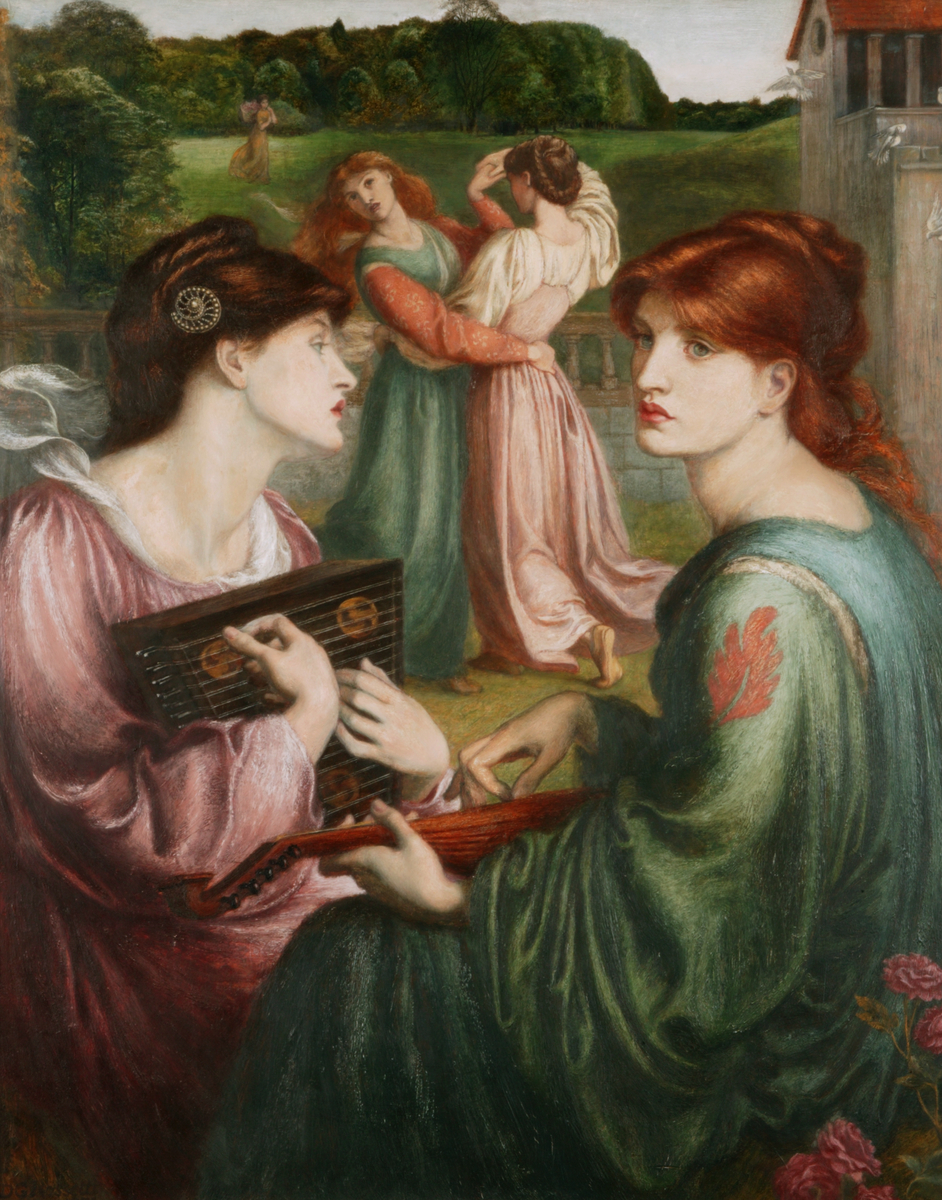
Alexa Wilding (derecha) en The Bower Meadow (1871–1872) con Marie Spartali Stillman (izquierda), por Dante Gabriel Rossetti

Alexa Wilding (nacida Alice Wilding, c. 1847 – 25 de abril de 1884) fue una de las modelos favoritas del artista prerrafaelita Dante Gabriel Rossetti, representada en algunas de sus mejores pinturas de finales de los 1860 y 1870. Posó para más trabajos acabados que cualquier otra de sus musas más conocidas, incluyendo Elizabeth Siddal, Jane Morris y Fanny Cornforth.
Comparativamente se sabe poco sobre Wilding, mientras que de otras modelos de Rossetti, Siddall, Morris y Cornforth, se escribe con frecuencia. Esto es quizás debido en parte a la carencia de cualquier conexión romántica o sexual entre la pareja, lo que diferencia la relación de Rossetti con Wilding de las de sus otras musas.

## Biografía

### Primeros años
La familia de clase trabajadora de Alexa Wilding era originaria de Shrewsbury, Shropshire, en Inglaterra, mientras la misma Alexa (entonces Alice) nació como hija única en Surrey en o aproximadamente hacia 1847. Su padre era fabricante de pianos, mientras los hermanos de su padre eran carniceros. Según el censo de 1861, cuando tenía 14 años, Wilding vivía en 23 Warwick Lane cerca de Newgate Market en Londres con su abuela de 59 años, dos tíos y un primo. Era una joven trabajadora, pero su estándar de vida no era mísero para la época, y sabía leer y escribir. Por el tiempo de su asociación con Rossetti,  vivía con una tía y trabajaba como modista con la ambición de convertirse en actriz.

### Periodo con Rossetti
Wilding fue vista por primera vez por Rossetti en 1865, cuando caminaba un anochecer a lo largo de Strand. Quedó inmediatamente impresionado por su belleza. Ella accedió a sentarse para él al día siguiente para una pintura propuesta titulada Aspecta Medusa, pero no se presentó como tenían previsto; es posible que la reputación dudosa de las modelos en aquel tiempo la desanimara. Las semanas pasaron, y Rossetti había renunciado a la idea de la pintura que tenía en mente, tan importante consideraba el aspecto de esa modelo en concreto, cuando la volvió a encontrar otra vez en la calle. Saltó del taxi en el que estaba y corrió a persuadirla de dirigirse directamente con él a su estudio. Le pagó una tarifa semanal para sentarse exclusivamente para él, temeroso de que otros artistas también la pudieran emplear. Compartieron un vínculo duradero; después de la muerte de Rossetti en 1882, se dijo que Wilding, a pesar de su justa economía, viajaba regularmente para colocar una corona floral en su tumba en Birchington-on-Sea.
En el censo de 1881, Alice Wilding, soltera de 34 años, vivía en 33 Redcliffe Road, Kensington, con sus dos hijos pequeños, Charles y Nellie Wilding. Charles James Ernest Wilding nació en Hammersmith el 23 de junio de 1876. Eleanor Wilding nació el 3 de septiembre de 1877, también en Hammersmith. La identidad del padre es desconocida. Por este tiempo Alexa ejercía como propietaria y casera, una posición destacable para una mujer de clase trabajadora. En sus cartas a Dunn de 1873, Rossetti reniega sobre la situación de la vivienda pensión de Wilding, ya que parece que le pedía dinero prestado a menudo; "Seguro que ahora A.W. conseguirá librarse de esa casa de locos suya."

### Muerte
El certificado de defunción emitido para Alexa Wilding registra su muerte el 25 de abril de 1884, a los 37 años. La causa de muerte fueron seis días de peritonitis y posible agotamiento; dieciséis meses antes le había sido diagnosticado un tumor esplénico. Esto podría ser la causa de que anteriormente Rossetti pensara que estaba enferma, y le impedía a veces terminar sus posados.
Está enterrada en Brompton Cemetery, junto a su abuela, Mary Ann, y sobrina, Marie. Mientras su certificado de defunción declara la fecha de su muerte como el 25 abril, en su lápida aparece inscrito el 24 de abril de 1884.

## En el arte de Rossetti
En las pinturas de Rossetti, el aspecto elegante y la belleza etérea de Wilding contrastaban con otra modelo de Rossetti, la voluptuosa Fanny Cornforth. Sus rasgos más refinados sustituyeron a los de Cornforth en Lady Lilith (1864–68), cuando el mecenas de Rossetti y dueño de la pintura Frederick Leyland consideró el original demasiado terrenal. De modo parecido, la pintura Venus Verticordia (1864–68), originalmente modelada a partir de una cocinera de 1,80 m de altura fue repintada con el rostro de Wilding en enero de 1868. Rossetti parece haber considerado sus características lo bastante versátiles como para recrear ambas funciones tanto virtud, por ejemplo Sibylla Palmifera, como vicio, como en las pinturas antes mencionadas, siendo esta última función anteriormente reservada para Cornforth.
Los contemporáneos parecen haber discrepado sobre la capacidad de expresión de Wilding: el ayudante de Rossetti, Henry Treffry Dunn dijo que ella era "... Sin ninguna variedad de expresión. Se sentaba como una Esfinge, esperando a ser interrogada, y siempre con una respuesta imprecisa a cambio... Pero tenía un profundo pozo de afecto dentro de su exterior aparentemente plácido". El hermano del artista, William Michael Rossetti, entretanto la vio "capaz de una expresión muy variable".
Dunn describió a Wilding como "un rostro precioso moldeado en cada característica, lleno de reposo místico, suave y tranquilo que se adaptaba admirablemente a algunas de sus concepciones... Fue golpeado con su hermoso rostro y cabello dorado castaño. Era el tipo de rostro que había estado buscando tanto tiempo". Las características físicas de Wilding son fáciles de reconocer en el arte de Rossetti; el cabello castaño dorado, cuello largo, los labios en perfecto arco de cupido, y los ojos más suaves en comparación con los famosos párpados pesados de Lizzie Siddall. Sin embargo, en La doncella bienaventurada (1975–78), las características de Wilding son menos discernibles gracias a que Rossetti la retrató con los ojos de su difunta esposa. Hay otras dos pinturas de Rossetti que presentan a Wilding mezclada con rasgos de su difunta esposa Lizzie Siddall, Regina Cordium y Doncella del Santo Grial. Según su amigo cercano, el crítico de arte Frederic George Stephens, "nada de lo que dibujó de ella, por muy diverso que pareciera, parecía menos que una imagen exacta".

## Pinturas de Alexa Wilding
- Monna Vanna (1866).
- Regina Cordium (1866); una revisión del cuadro de 1860 Regina Cordium, el cual había sido modelado por su mujer Elizabeth Siddall.
- Sibylla Palmifera (1866–1870).
- Venus Verticordia (repintado 1867-1868; originalmente 1864–1866), repintado con el rostro de Wilding después de no conseguir venderlo; modelado originalmente por una cocinera que encontró en la calle, "una mujer joven muy grande, casi un giganta".[2]
- El sueño de Dante ante la muerte de Beatriz (1871), a la izquierda.
- The Bower Meadow (1871–1872).
- Veronica Veronese (1872).
- Lady Lilith (repintado 1872-1873; original de 1864–1868), con Fanny Cornforth como modelo (cf. copia en acuarela), pero repintado con el rostro de Wilding.
- La Ghirlandata (1873).
- La Amada (retocado en 1873; original de 1863), modelado originalmente por Marie Ford, inspirado también en Wilding cuando fue retocado.
- Doncella del Santo Grial (1874).
- La Bella Mano (1875).
- Un hechizo de mar (1875-1877).
- La doncella bienaventurada (1875–1878); muestra la influencia de su otra musa Jane Morris en los ojos entornados.

Dibujos de Rossetti incluyen:
- Retrato de Alexa Wilding (1865).
- Sibylla Palmifera (Boceto) (c. 1866).
- Aspecta Medusa (c. 1867).
- Mary Magdalene (1867).
- Rosa Triplex (1867), centro.
- Venus Verticordia (Boceto) (1867-68).
- Estudio para ′La Pia de′ Tolomei′ (1868).
- Alexa Wilding, Un boceto para el sueño de Dante (1870).
- Estudio para "el sueño de Dante": Cabeza de Alexa Wilding (1870).
- Lady Lilith - Estudio para la Cabeza (1872-1872).
- Alexa Wilding (1874).
- Boceto para ′La Bella Mano′ (1875).
- Alexa Wilding (1879).